# Yrkeshögskola i Sverige
Yrkeshögskoleutbildning (YH) är i Sverige en eftergymnasial utbildningsform som kombinerar teoretiska studier med arbetslivsanknytning. Den ska inte förväxlas med yrkeshögskolan i Finland som är en högskoleutbildning. Svensk YH-utbildning är avsedd att matcha arbetslivets kompetensbehov. YH-utbildningarna finns inom olika branscher och ger ofta goda arbetsmöjligheter direkt efter avslutad examen. Yrkeshögskoleutbildningen i Sverige är öppen för alla som har slutbetyg från gymnasieskolan.
Minst en fjärdedel av utbildningstiden skall utgöras av lärande i arbete (LIA). Utbildningsformen hette tidigare kvalificerad yrkesutbildning (KY). Sedan 2009 är beteckningen yrkeshögskola. För att YH-utbildningar ska godkännas av Myndigheten för yrkeshögskolan ska skolan tillsätta en ledningsgrupp vars medlemmar i huvudsak ska vara representanter för näringslivet. Varje utbildning ska kunna påvisa att det finns en konkret efterfrågan från näringslivet på de utbildade eleverna. På knappt tio år, från 2009 till 2018 har yrkeshögskolan gått från knappt 40 000 till närmare 55 000 studerande. Med expansionen av YH-utbildningar har deltagarbasen breddats, och allt fler individer använder utbildningsformen till att vidareutbilda sig eller byta bana mitt i yrkeslivet.

## Examen
Det finns två olika examina: yrkeshögskoleexamen och kvalificerad yrkeshögskoleexamen. Enligt SeQF, Sveriges referensram för kvalifikationer, motsvarar 

### Yrkeshögskoleexamen
För att en utbildning ska kunna leda till en yrkeshögskoleexamen måste den omfatta minst 200 yrkeshögskolepoäng (ett års heltidsstudier). Den ska också innehålla ett självständigt arbete (examensarbete) samt uppfylla samtliga krav på kunskaper, färdigheter och kompetenser som ställs av Myndigheten för Yrkeshögskolan.

#### Kvalificeringsnivå
Enligt både Sveriges referensram för kvalifikationer och European Qualifications Framework motsvarar en yrkeshögskoleexamen Nivå 5. 

### Kvalificerad Yrkeshögskoleexamen
För att en utbildning ska kunna leda till en kvalificerad yrkeshögskoleexamen måste den omfatta minst 400 yrkeshögskolepoäng (två års heltidsstudier). Den ska också innehålla ett självständigt arbete (examensarbete), utgöras av minst 25 procent Lärande i arbete (LIA) samt uppfylla samtliga krav på kunskaper, färdigheter och kompetenser som ställs av Myndigheten för Yrkeshögskolan.

#### Kvalificeringsnivå
Enligt både Sveriges referensram för kvalifikationer samt European Qualifications Framework motsvarar en kvalificerad yrkeshögskoleexamen Nivå 6. Detta är samma nivå som en högskoleexamen eller kandidatexamen. Kvalificerad yrkeshögskoleexamen har dock ingen Bologna-nivå.
Kort YH: En kort yrkeshögskoleutbildning är korta eftergymnasiala yrkesinriktade utbildningar under 100 YH-poäng, det vill säga 1-19 veckors studier.

## Yrkeshögskolor i urval
- Xenter Yrkeshögskola i Tumba
- EC Utbildning inom data/IT
- Lernia Yrkeshögskola
- Stockholms tekniska institut
- Yrkeshögskolan i Borås
- Trafikverksskolan i Ängelholm
- Hyper Island i Karlskrona och Stockholm
- Broby grafiska i Sunne
- Nackademin i Solna
- Yrkeshögskolan i Mölnlycke i Härryda kommun
- Biologiska Yrkeshögskolan i Skara
- Östsvenska yrkeshögskolan i bland andra Linköping, Norrköping och Söderköping
- Malmö Yrkeshögskola i Malmö, Lund och Helsingborg
- Yrkeshögskolan Höga kusten i Kramfors
- Yrkeshögskolan Syd i Hässleholm och Olofström
- DMG Education på distans
- YRGO i Göteborg
- Yrkes Akademin Yrkeshögskola
- Företagsuniversitet